# Zdzisław Morawski (socjolog)
Zdzisław Morawski (ur. 30 grudnia 1947, zm. 7 grudnia 2021) – polski socjolog, dr hab., prof. UWr.

## Życiorys
Obronił pracę doktorską, 2 czerwca 1995 habilitował się na podstawie pracy zatytułowanej Prawne instrumenty segmentacji społeczeństwa w okresie transformacji systemowej. Został zatrudniony na stanowisku profesora nadzwyczajnego w Collegium Humanitatis, oraz w Instytucie Socjologii na Wydziale Nauk Społecznych Uniwersytetu Wrocławskiego.
Był rektorem w Collegium Humanitatis.
Zmarł 7 grudnia 2021. Pochowany został 14 grudnia w Raciborzu na cmentarzu Jeruzalem.